# Атилио Бетега
Атилио Бетега е италиански рали пилот.
Дебютира в рали състезания през 1972 година с кола „Фиат 128“. Класира се трети.
През 1976 година успява да се нареди на второ място в шампионата Аутобианки, а на следващата година печели същия шампионат. Завършва втори и в Рали „Аоста“ с „Ланча Стратос“.
През 1978 година завършва втори в Рали „Антиб“, втори е в Рали Ханрук с Ланча Стратос и печели Рали Аоста с Фиат 131.
През 1979 година успява да завоюва първо място в Рали „Четири области“ и е първи в Рали „Аоста“.
Загива в катастрофа в която състезателния му автомобил се преобръща и запалва, на 2 май 1985 година.